# シボレー・アストロ
アストロ（ASTRO）は、GMが製造、シボレーブランドで販売していた自動車である。

## 初代 (1985–1995年)
1985年当時、クライスラーが発売し、大成功をおさめていたミニバン“T115”（初代ダッジ・キャラバン/プリマス・ボイジャー）の対抗策として発売された。駆動方式は当初は後輪駆動のみだったが、1990年モデルから四輪駆動も追加された。
エンジンは、排気量2.5 Lの直列4気筒ガソリン（1990年まで）と4.3 LのV型6気筒ガソリンが設定された。燃費はV6エンジン車で高速道路走行時1USガロン（約3.785L）あたり18マイル（約8～9km/L、AWD時速80キロ走行時）、市街地走行で4〜5km程度。
サスペンションは後輪はリーフスプリング＋リジッドアクスルで、前輪のサスペンションは駆動方式によって異なり、基本はダブルウィッシュボーンだがFRがコイルスプリング式、AWDがトーションビームを採用する。
ボディは当初リアオーバーハングが短かったが、1993年からリアオーバーハングを10インチ（約25cm）延ばしたエクステンドモデルが登場、1994年からはエクステンドが標準となった。リアドアは2種類あり、観音開きの他に1992年モデルからダッチドア（Dutch Door）と呼ばれる上（窓部分）・跳ね上げ、下・観音開きのものが設定されている。これはバックミラーの視界を確保するために採用されたもので、通常の観音開きでは中央がドアの窓枠のため視界が遮られるが、ダッチドアではそれがなくなった分視界が広がり、リアワイパーも装備できるようになった。

## 2代目 (1995-2005年)
1995年にモデルチェンジを受けたが、2005年モデル限りで生産終了し、アストロを生産しているボルチモアの工場も閉鎖された。

## 日本での輸入
所有していた所ジョージが、ネコ・パブリッシングの自動車雑誌『Daytona』で取り上げたことにより、1990年代前半より並行輸入が盛んになり、三井物産オートモーティブが窓口となって米スタークラフト社でカスタマイズされたコンバージョンバンを正規輸入。1993年からは当時、GM車のインポーターであったヤナセが正規輸入を開始し、一時は姉妹車のGMC・サファリを含めて年間1万台近くも輸入（大部分は並行輸入）されたこともあった。
1995年にモデルチェンジ後、米国仕様車の前照灯は上位・中位グレードは当時のシボレーのピックアップトラックと同じコンビネーションランプを採用した「シェビートラックマスク」、廉価グレードと貨物車仕様は角形2灯を採用していたが、ヤナセと三井物産の正規輸入車は上位グレードにもかかわらずしばらくの間は並行輸入車との識別のため角形2灯を採用していた。1999年モデルから正規輸入車もコンビネーションランプに変更された。
しかし、日本で使うには大きすぎるうえ、左ハンドルでしかもスライドドアが右側しかなく、日本で使うには不便であった。のちにインポーターは日本GM、最終的にはスズキが担当した。

## コンバージョン

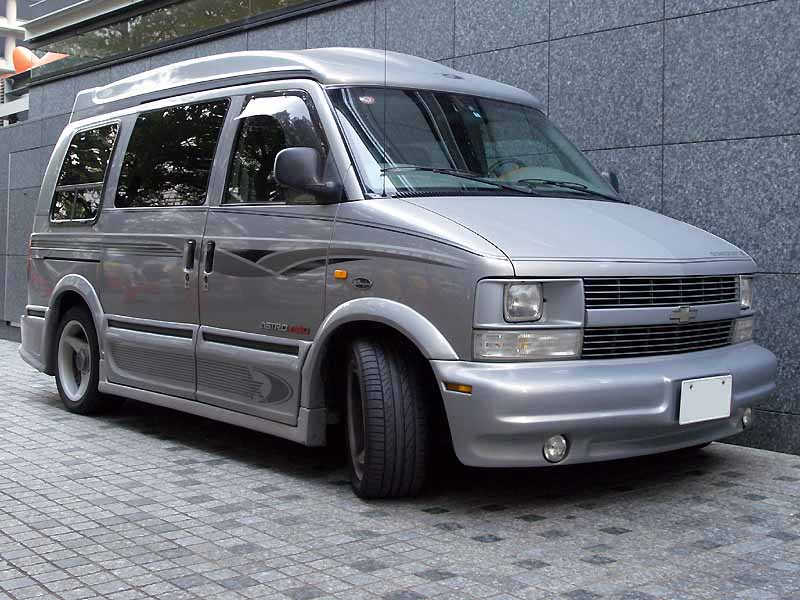
スタークラフト（2代目前期型）

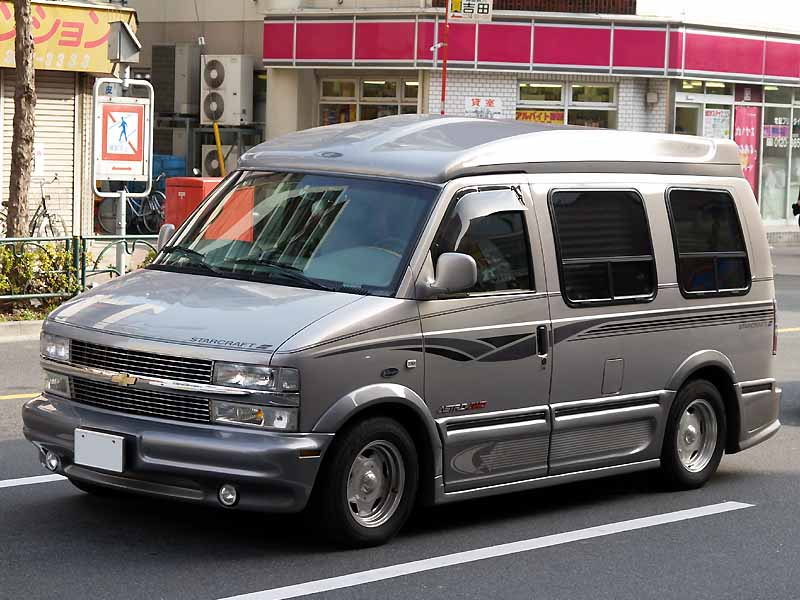
スタークラフト（2代目後期型）

シボレー・アストロ/GMC・サファリは本来は主に商用として使用される車種だが、FRP製のハイルーフや革張りシートにウッドパネルにシャンデリアといった豪華な内装にカスタマイズされたコンバージョンバンとなった車も多く、アメリカではさまざまなコーチビルダー（改造業者）が存在する（日本国内ではトヨタ・ハイエースや日産・キャラバン等の車種が「バニング」と呼ばれるラウンジのような豪華な内装に改造された車両がある）。
車体の後部を大幅に改造してキャンピングカーとなった車もあるが、2001年に特種用途自動車の構造用件が厳しくなるまでは、コンバージョンでも後部の構造と装備品が所定の条件を満たせばキャンピングカー扱いで登録できた。そのため、普通乗用車扱いの3ナンバーでの登録以上に、貨物自動車扱いの1ナンバーや特種用途自動車扱いの8ナンバー登録された車が多い（詳しくは「特種用途自動車#構造と装置」を参照）。
なお、三井物産が当時輸入していた「スタークラフト」と「ティアラ」は全モデルとも8ナンバーとなっており、ヤナセが輸入していたモデルは限定車「ガルフストリーム」およびキャンピング仕様の特装車「フォレシエスタ」は8ナンバーとなっていた。
しかし、並行輸入車の中にはエンブレムやステッカーだけ貼っただけの車両や、無名ブランドのコンバージョンを「アストロコンバージョン」と称する、またエアロパーツを装着したり足回りの改造で車高を落として「サファリローライダー」と称する等の手法で販売された車両も少なからず存在する。逆にオフロードカーのようにリフトアップの改造ベースになる事も多い。
主なコンバージョン・アストロ/サファリのブランド：
- スタークラフト（STARCRAFT：三井物産オートモーティブによる正規輸入）
正規輸入車は前輪の上にある「ブロアム」(Brougham)のプレートで識別
- ティアラ（Tiara：三井物産オートモーティブによる正規輸入）
正規輸入車は「ロイヤルスター」(Royal Star)のサブネームを使用
- ガルフストリーム（Gulf Stream：ヤナセによる正規輸入）
- レインボースター(RAINBOWSTAR)
- エクスプローラー(EXPLORER)
- アメリカンロード(The American Road)

## 車名
「ASTRO (アストロ)」は、英語で「星の、天体の」を意味する。